# خليج بجاية
خليج بجاية (بالإنجليزية: Bejaïa Bay)‏ هو خليج يقع بين ولايتَي بجاية وجيجل بالجزائر، بالقرب من مدينتي بجاية وجيجل
كان يُسكن هذا الخليج منذ 500 قبل الميلاد تقريباً من قبائل الأمازيغ، ثم من العرب والأندلسيون والأتراك، ووصله الاحتلال الفرنسي في 1830م.
يمكن التحرك في هذا الخليج معظم الأوقات من السنة بسبب المناخ المتوسطي في المناطق شبه المغلقة، مما يجعل معظم الحياة البحرية التجارية مُركزة بجانبه.

## وصف
يعتبر خليج بجاية أكبر الخلجان في الجزائر، وهو قادر على احتواء أي سفينة في العالم.
تبلغ مساحته الكلية 500 كلم2 مع عمق يصل إلى 26 مترا.
يقع هذا الخليج شرق مدينة الجزائر وشرق مدينة جيجل، ويقع عند سفح جبل يما قورايا الذي ارتفاعه 680 مترا، مما يوفر رؤية بانورامية واسعة في كل الاتجاهات للمدينة والخليج، بل ويظهر من فوقه معظم الساحل البجاوي والجيجلي إذا كانت الأحوال الجوية جيدة.
الخليج يصلح للملاحة بشكل عام، ومنطقة الخليج محمية بسلسلة من الجزر الصخرية الصغيرة من جهة الشرق، مما أهّل ذلك لقيام ميناء للخدمة المحلية على الشاطئ الجنوبي للخليج.
وبشكل عام يعتبر الشاطئ بجانب منطقة الجزر الصخرية الصغيرة الواقعة قبالة الساحل من المناطق ذات الشعبية الجماهيرية في فصل الصيف.

## المسار الساحلي
تحيط بساحل «خليج بجاية» العديد من البلديات على امتداد 80 كلم ضمن الولايتين الجزائريتين الساحليتين.
| رقم | ولاية جيجل    | ولاية بجاية |
| --- | ------------- | ----------- |
| 01  | جيجل          | بجاية       |
| 02  | العوانة       | بوخليفة     |
| 03  | زيامة منصورية | تيشي        |
| 04  |               | أوقاس       |
| 05  |               | سوق الاثنين |
| 06  |               | ملبو        |

## الامتداد
يمتد خليج بجاية من رأس كربون غربا في ولاية بجاية (الإحداثيات: )، إلى من رأس عافية شرقا في ولاية جيجل (الإحداثيات: )، في شكل قوس طوله 80 كلم.
أما المسافة البحرية المباشرة ما بين رأس كربون ورأس عافية فهي تقدر بحوالي 50 كلم.

## الوديان
تصب في مياه «خليج بجاية» العديد من الوديان النابعة من الولايتين الجزائريتين الساحليتين.
| رقم | ولاية جيجل | ولاية بجاية  |
| --- | ---------- | ------------ |
| 01  | وادي جمعة  | وادي الصومام |

## الجزر
يضم خليج بجاية بعض الجزر القريبة من ساحله، من بينها جزيرة منصورية وجزر العوانة.
وتتمثل جزر العوانة في جزيرة العوانة الكبرى وجزيرة العوانة الصغرى.

## الطرق الوطنية
يتقاطع «خليج بجاية» مع العديد من الطرق الوطنية المارة قريبا من ساحله في الولايتين الجزائريتين بجاية وجيجل
| رقم | ولاية جيجل           | ولاية بجاية          |
| --- | -------------------- | -------------------- |
| 01  | الطريق الوطني رقم 43 | الطريق الوطني رقم 9  |
| 02  | الطريق الوطني رقم 77 | الطريق الوطني رقم 12 |
| 03  |                      | الطريق الوطني رقم 24 |
| 04  |                      | الطريق الوطني رقم 43 |
| 05  |                      | الطريق الوطني رقم 75 |

## المنارات والحصون

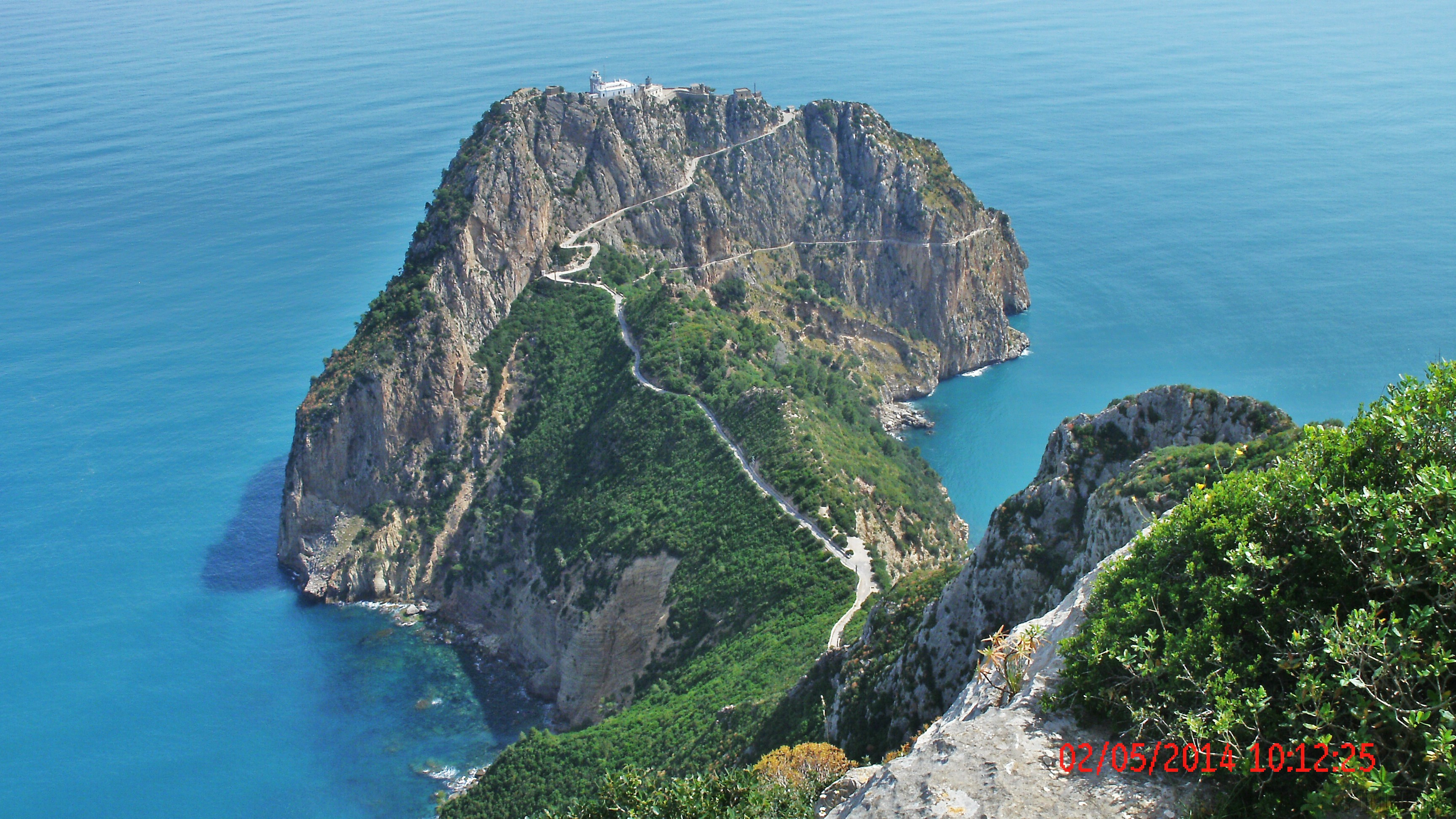
منارة رأس كربون

تطل العديد من المنشآت والمباني التاريخية على خليج بجاية.
وأهمها منارة رأس كربون قرب مدينة بجاية مع منارة رأس عافية قرب مدينة جيجل.
كما يطل حصن قورايا من ارتفاع 672 مترا على كل من مدينة بجاية وخليج بجاية.

## التنوع البيئي
تطل غابات صغيرة من الصنوبر البحري على امتداد خليج الجزائر خاصة منها الحديقة الوطنية قورايا والحديقة الوطنية تازة، إضافة لأحواض أعشاب بحرية وشعاب مرجانية.
كما توجد حول هذا الخليج العديد من أنواع الطيور، منها النورس، والحمام، والغراب، والغاقة، وأبو الحناء، والشحرور، والدوري.
كما تتواجد حول هذا الخليج طيور أخرى منها البومة السمراء، والسمنة المطربة، والسمان، والسنونو أبيض البطن، والباشق، والزرزور، والقمري.
كما يمكن العثور أيضا على أنواع عديدة من الأسماك، والزواحف، والبرمائيات، والثدييات، خاصة منها المكاك البربري.

### الأسماك
توجد العديد من أنواع السمك في مياه خليج بجاية أهمها السردين، واللاتشا، والميرلان، والروجي، والجمبري الملكي، والأخطبوط، والسيبيا، وكلب البحر.
ولذلك فإن ولايتَيْ بجاية وجيجل، بموانئهما الأربعة المطلة على خليج بجاية، التي هي ميناء بجاية وميناء زيامة منصورية وميناء العوانة وميناء جيجل، هما من أهم ولايات الجزائر المنتجة للأسماك على المستوى الوطني.
- السردين

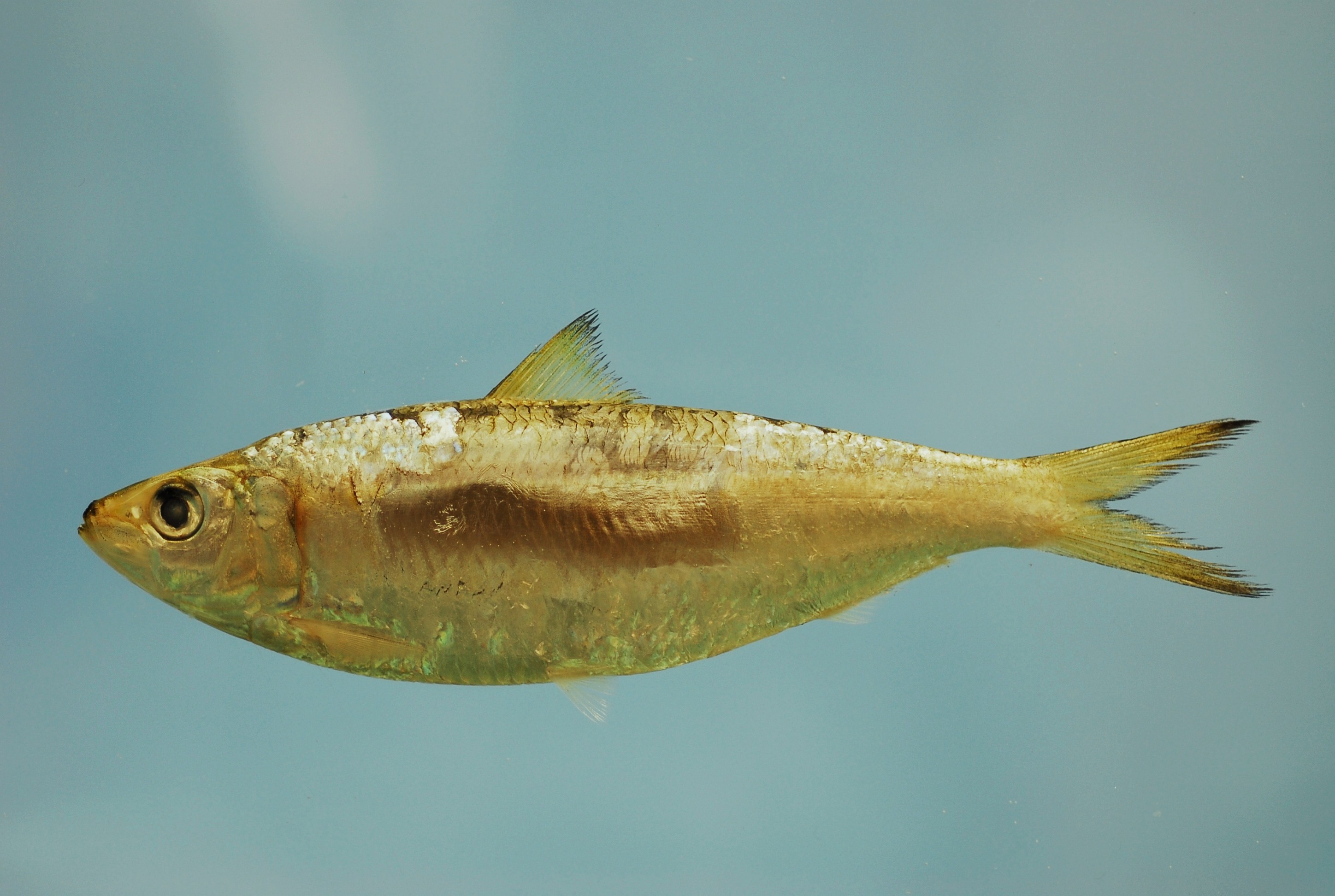
اللاتشا
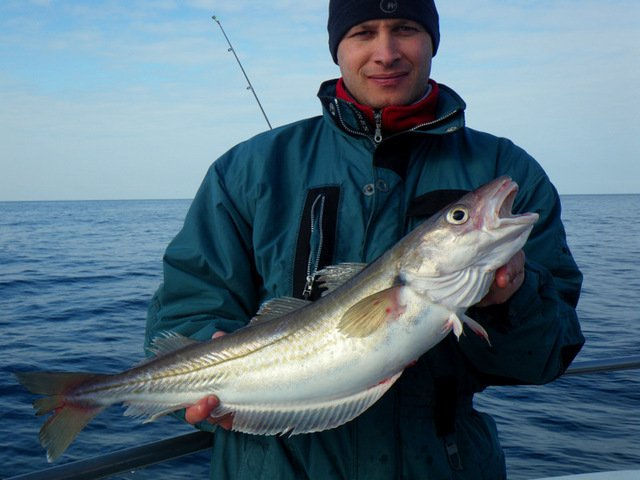
الميرلان
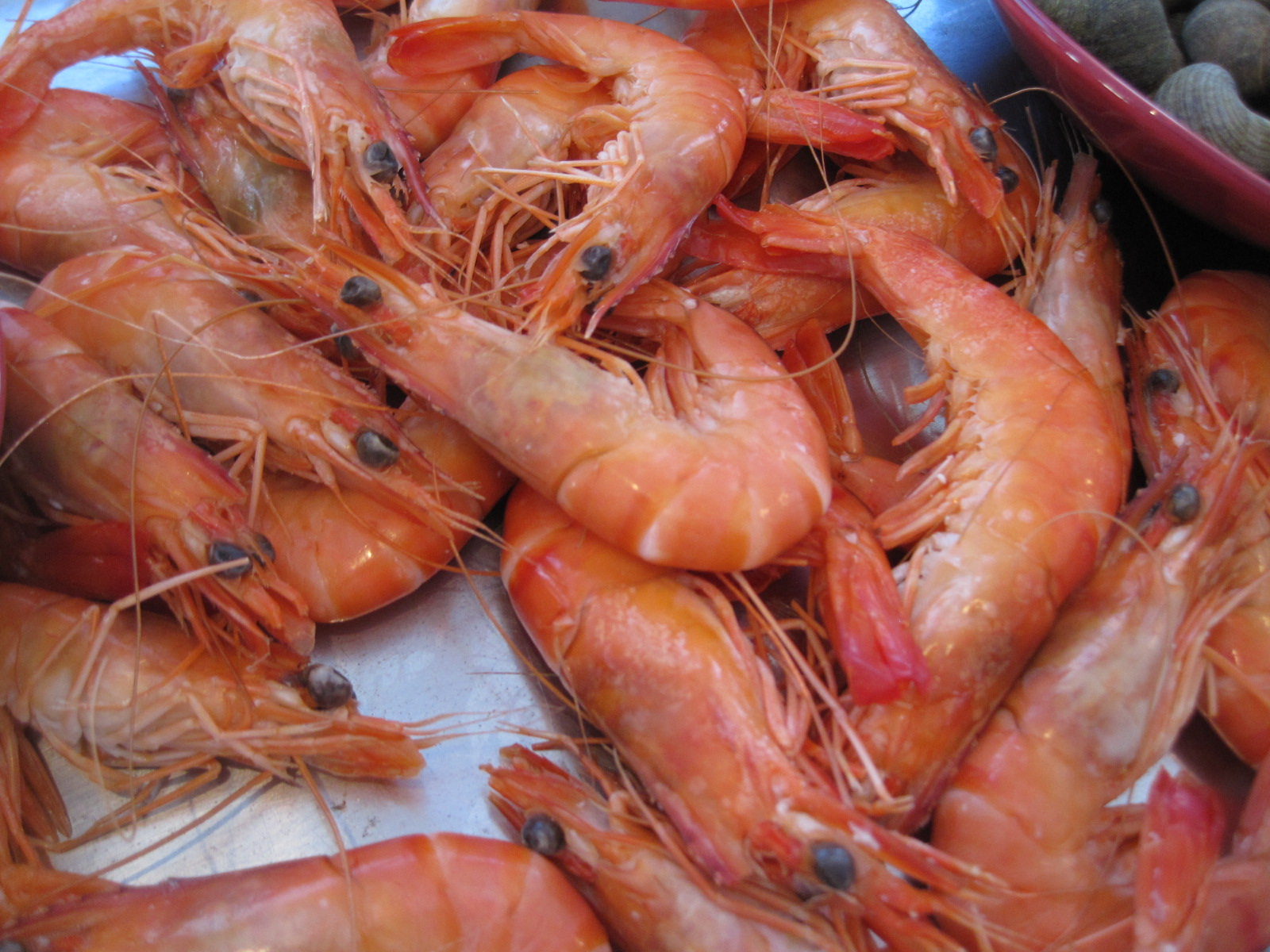
الجمبري الملكي
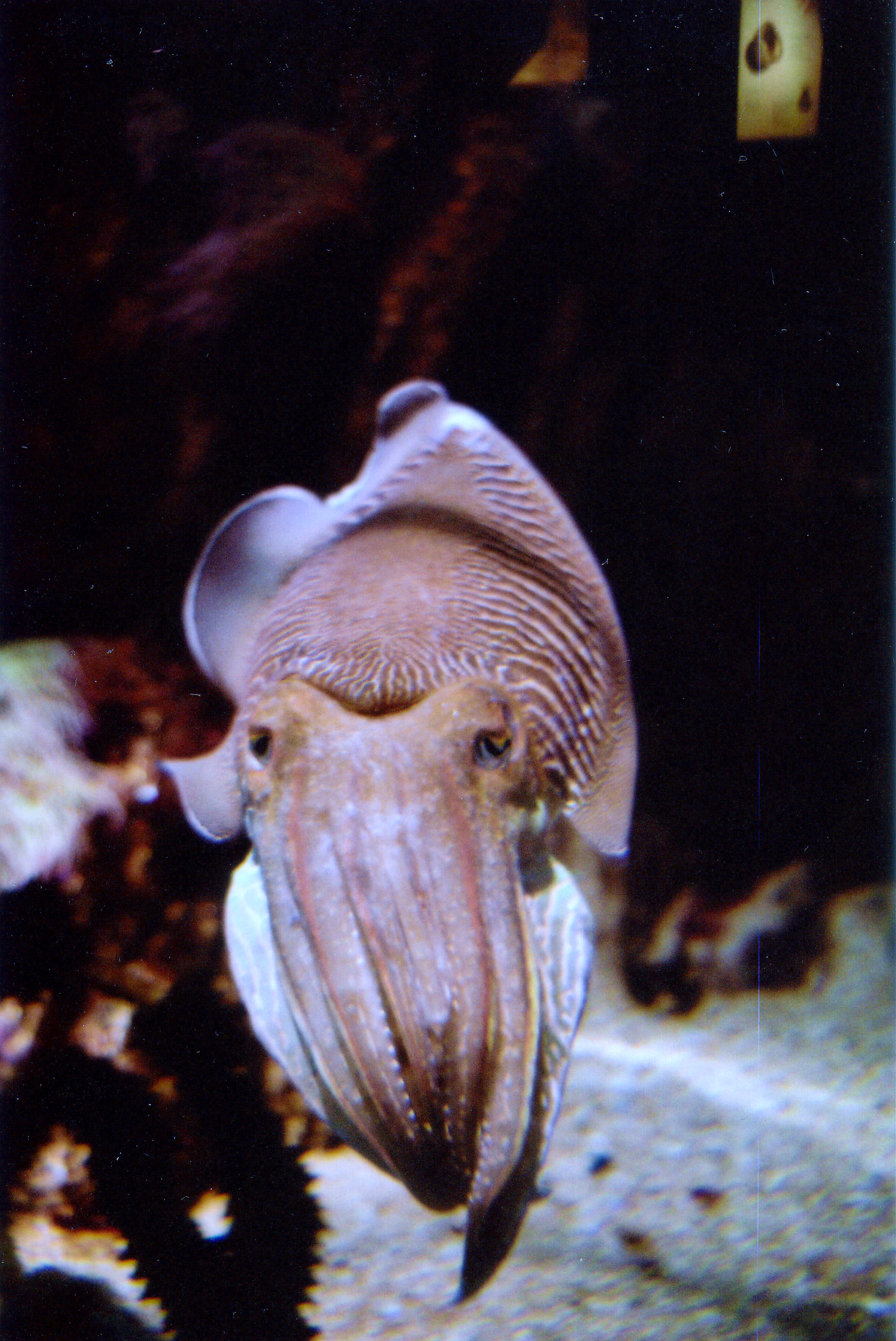
السيبيا
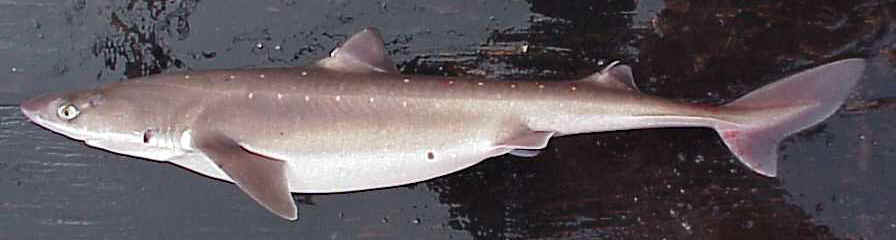
كلب البحر
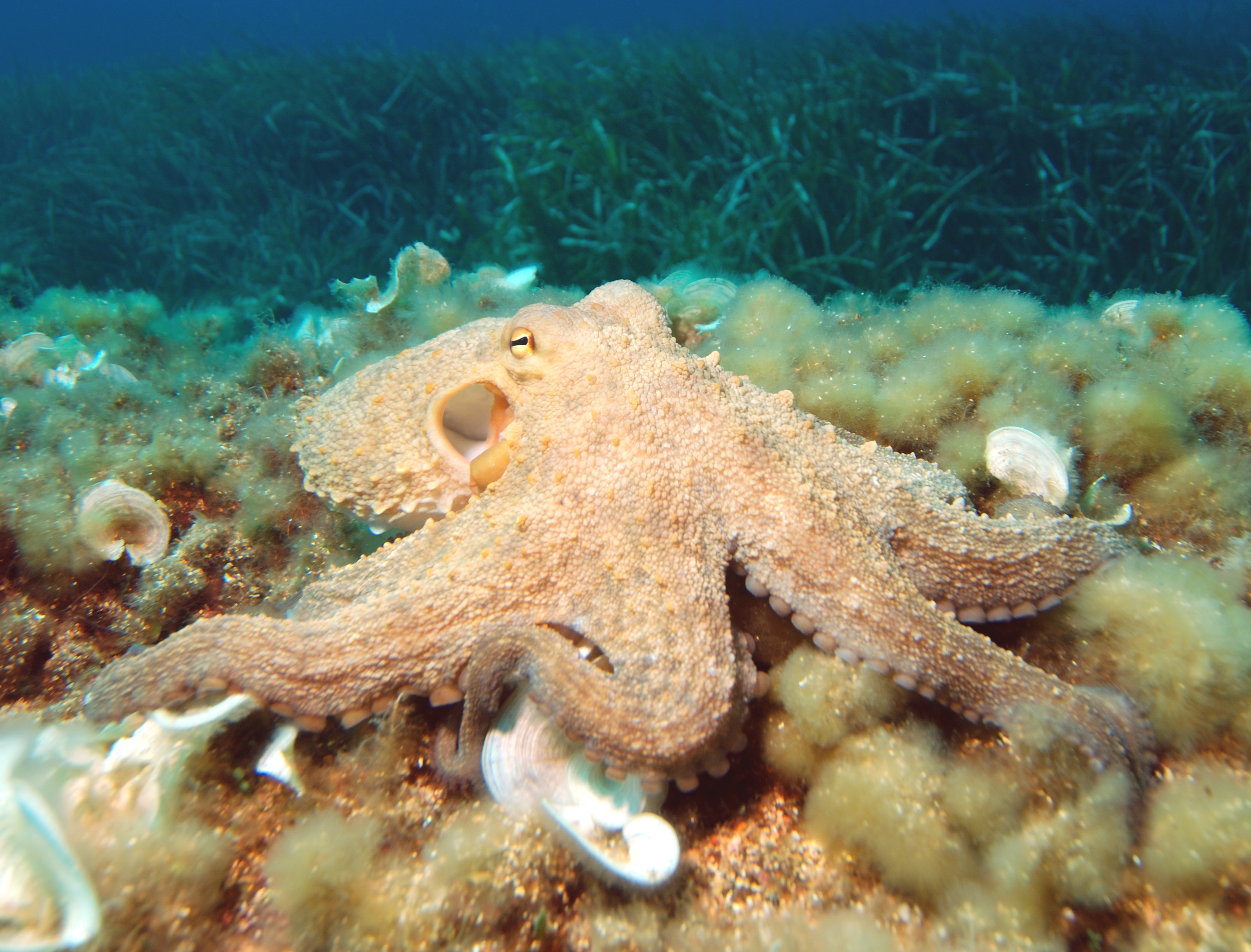
الأخطبوط
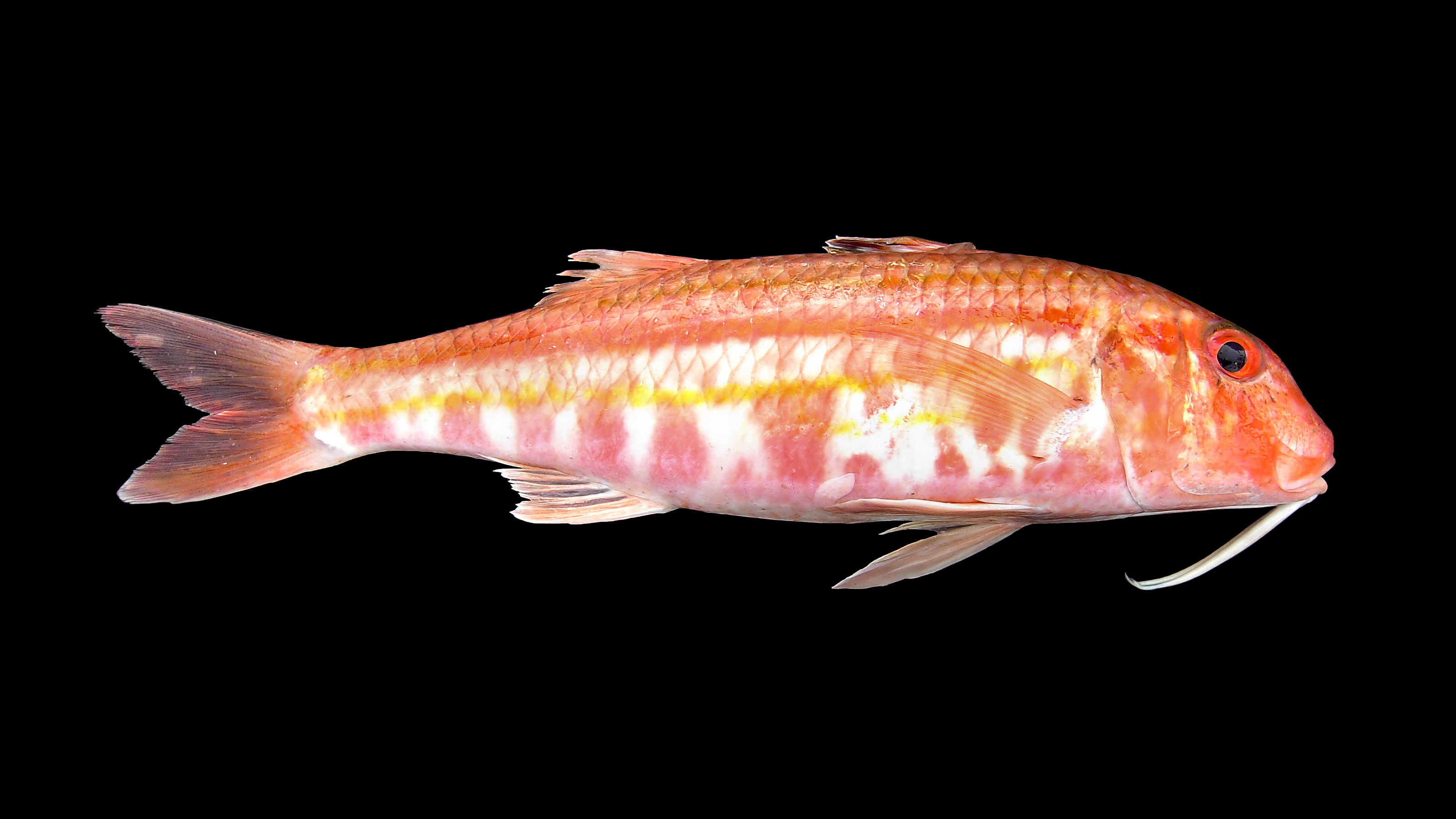
الروجي

## المناخ

### الإحصائيات المناخية الشهرية
| البيانات المناخية لـخليج بجاية   | البيانات المناخية لـخليج بجاية | البيانات المناخية لـخليج بجاية | البيانات المناخية لـخليج بجاية | البيانات المناخية لـخليج بجاية | البيانات المناخية لـخليج بجاية | البيانات المناخية لـخليج بجاية | البيانات المناخية لـخليج بجاية | البيانات المناخية لـخليج بجاية | البيانات المناخية لـخليج بجاية | البيانات المناخية لـخليج بجاية | البيانات المناخية لـخليج بجاية | البيانات المناخية لـخليج بجاية | البيانات المناخية لـخليج بجاية |
| الشهر                            | يناير                          | فبراير                         | مارس                           | أبريل                          | مايو                           | يونيو                          | يوليو                          | أغسطس                          | سبتمبر                         | أكتوبر                         | نوفمبر                         | ديسمبر                         | المعدل السنوي                  |
| -------------------------------- | ------------------------------ | ------------------------------ | ------------------------------ | ------------------------------ | ------------------------------ | ------------------------------ | ------------------------------ | ------------------------------ | ------------------------------ | ------------------------------ | ------------------------------ | ------------------------------ | ------------------------------ |
| متوسط درجة الحرارة الكبرى °ف     | 61.7                           | 63.1                           | 65.3                           | 68.7                           | 74.3                           | 80.6                           | 87.1                           | 88.2                           | 84.6                           | 77.2                           | 69.3                           | 63.0                           | 73.6                           |
| المتوسط اليومي °ف                | 52.3                           | 53.4                           | 55.0                           | 58.5                           | 63.9                           | 70.3                           | 76.3                           | 77.4                           | 73.8                           | 66.9                           | 59.4                           | 53.8                           | 63.4                           |
| متوسط درجة الحرارة الصغرى °ف     | 42.6                           | 43.5                           | 44.6                           | 48.2                           | 53.6                           | 60.1                           | 65.3                           | 66.4                           | 62.8                           | 56.7                           | 49.3                           | 44.6                           | 53.1                           |
| الهطول إنش                       | 3.15                           | 3.22                           | 2.89                           | 2.41                           | 1.57                           | 0.66                           | 0.18                           | 0.29                           | 1.35                           | 2.99                           | 3.80                           | 4.54                           | 27.05                          |
| متوسط درجة الحرارة الكبرى °م     | 16.5                           | 17.3                           | 18.5                           | 20.4                           | 23.5                           | 27.0                           | 30.6                           | 31.2                           | 29.2                           | 25.1                           | 20.7                           | 17.2                           | 23.1                           |
| المتوسط اليومي °م                | 11.3                           | 11.9                           | 12.8                           | 14.7                           | 17.7                           | 21.3                           | 24.6                           | 25.2                           | 23.2                           | 19.4                           | 15.2                           | 12.1                           | 17.5                           |
| متوسط درجة الحرارة الصغرى °م     | 5.9                            | 6.4                            | 7.0                            | 9.0                            | 12.0                           | 15.6                           | 18.5                           | 19.1                           | 17.1                           | 13.7                           | 9.6                            | 7.0                            | 11.7                           |
| الهطول مم                        | 80.0                           | 81.8                           | 73.4                           | 61.1                           | 39.9                           | 16.7                           | 4.6                            | 7.4                            | 34.2                           | 76.0                           | 96.4                           | 115.2                          | 686.7                          |
| متوسط الرطوبة النسبية (%)        | 80                             | 84                             | 76                             | 67                             | 60                             | 63                             | 63                             | 65                             | 64                             | 65                             | 66                             | 74                             | 69                             |
| ساعات سطوع الشمس الشهرية         | 5.4                            | 5.6                            | 6.8                            | 7.8                            | 9.7                            | 11.3                           | 11.1                           | 10.0                           | 9.1                            | 8.1                            | 6.8                            | 5.4                            | 97.1                           |
| المصدر: الأرصاد الجوية الجزائرية |                                |                                |                                |                                |                                |                                |                                |                                |                                |                                |                                |                                |                                |

### الخريطة المناخية السنوية

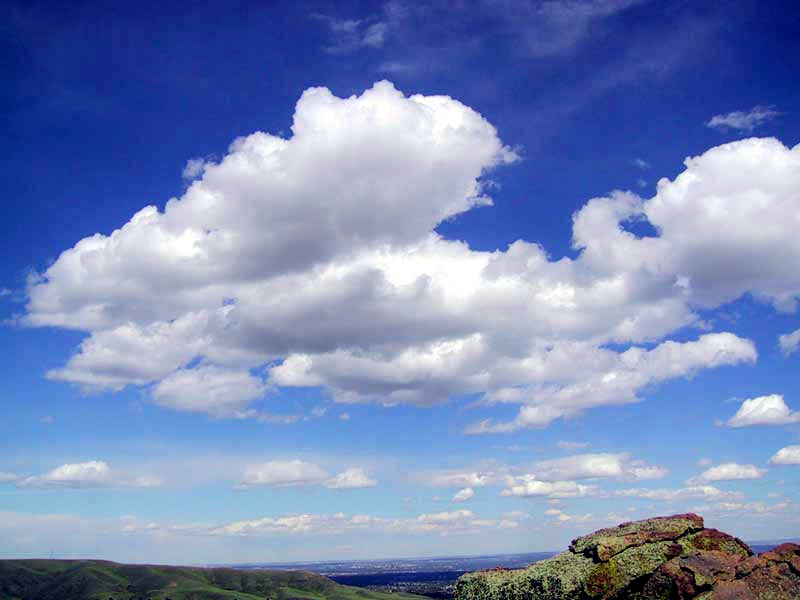
مناخ الجزائر

| مخطط المناخ لخليج بجاية               | مخطط المناخ لخليج بجاية | مخطط المناخ لخليج بجاية | مخطط المناخ لخليج بجاية | مخطط المناخ لخليج بجاية | مخطط المناخ لخليج بجاية | مخطط المناخ لخليج بجاية | مخطط المناخ لخليج بجاية | مخطط المناخ لخليج بجاية | مخطط المناخ لخليج بجاية | مخطط المناخ لخليج بجاية | مخطط المناخ لخليج بجاية |
| ------------------------------------- | ----------------------- | ----------------------- | ----------------------- | ----------------------- | ----------------------- | ----------------------- | ----------------------- | ----------------------- | ----------------------- | ----------------------- | ----------------------- |
| 01                                    | 02                      | 03                      | 04                      | 05                      | 06                      | 07                      | 08                      | 09                      | 10                      | 11                      | 12                      |
| 80 17 6                               | 82 17 6                 | 73 19 7                 | 61 20 9                 | 40 24 12                | 17 27 16                | 4.6 31 19               | 7.4 31 19               | 34 29 17                | 76 25 14                | 96 21 10                | 115 17 7                |
| متوسط درجة-الحرارة °س مجاميع الهطل مم |                         |                         |                         |                         |                         |                         |                         |                         |                         |                         |                         |
| بالوحدات الإنكليزية                   |                         |                         |                         |                         |                         |                         |                         |                         |                         |                         |                         |
| 01                                    | 02                      | 03                      | 04                      | 05                      | 06                      | 07                      | 08                      | 09                      | 10                      | 11                      | 12                      |
| 3.1 62 43                             | 3.2 63 44               | 2.9 65 45               | 2.4 69 48               | 1.6 74 54               | 0.7 81 60               | 0.2 87 65               | 0.3 88 66               | 1.3 85 63               | 3 77 57                 | 3.8 69 49               | 4.5 63 45               |
| متوسط درجة-الحرارة °ف مجاميع الهطول ″ |                         |                         |                         |                         |                         |                         |                         |                         |                         |                         |                         |

| 01                                    | 02        | 03        | 04        | 05        | 06        | 07        | 08        | 09        | 10      | 11        | 12        |
| 3.1 62 43                             | 3.2 63 44 | 2.9 65 45 | 2.4 69 48 | 1.6 74 54 | 0.7 81 60 | 0.2 87 65 | 0.3 88 66 | 1.3 85 63 | 3 77 57 | 3.8 69 49 | 4.5 63 45 |
| متوسط درجة-الحرارة °ف مجاميع الهطول ″ |           |           |           |           |           |           |           |           |         |           |           |

## مكتبة الصور

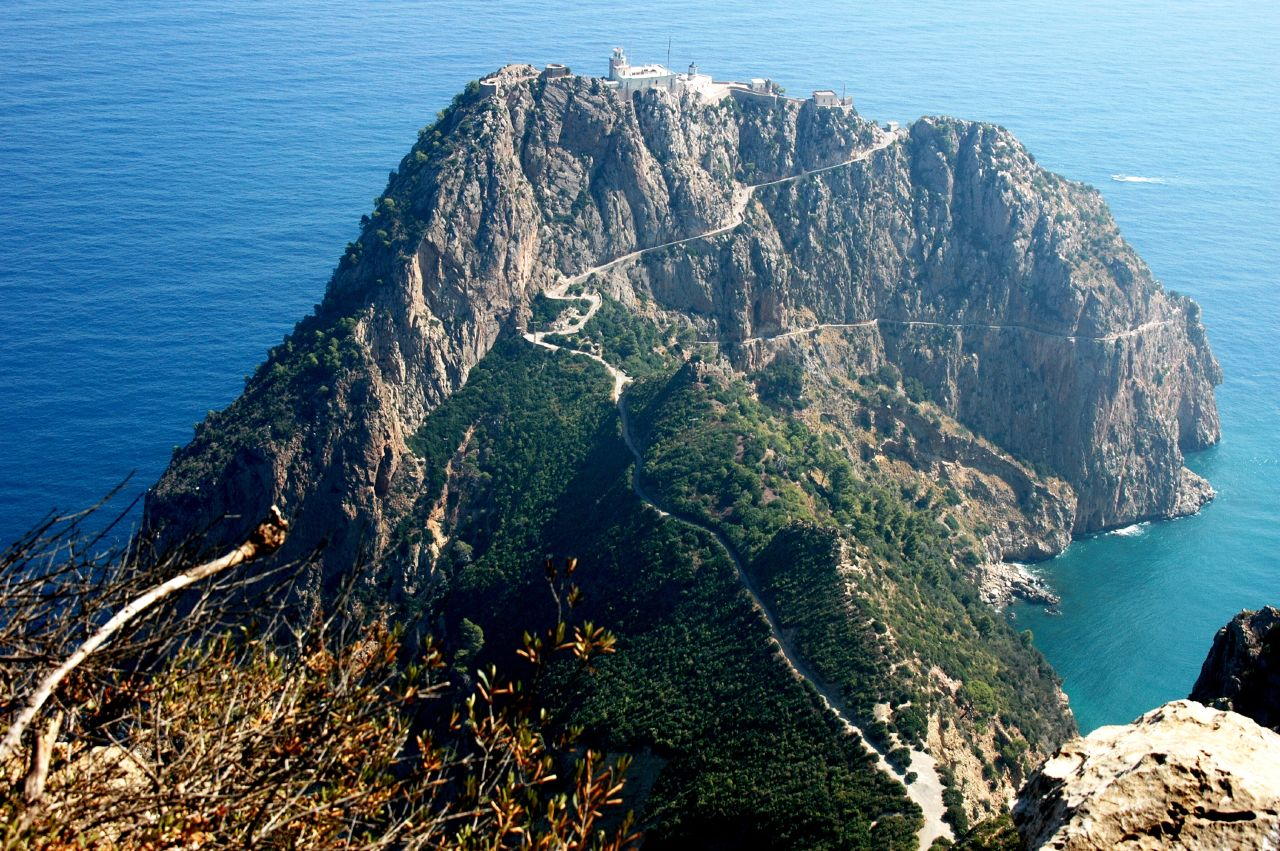
رأس كربون [الفرنسية]
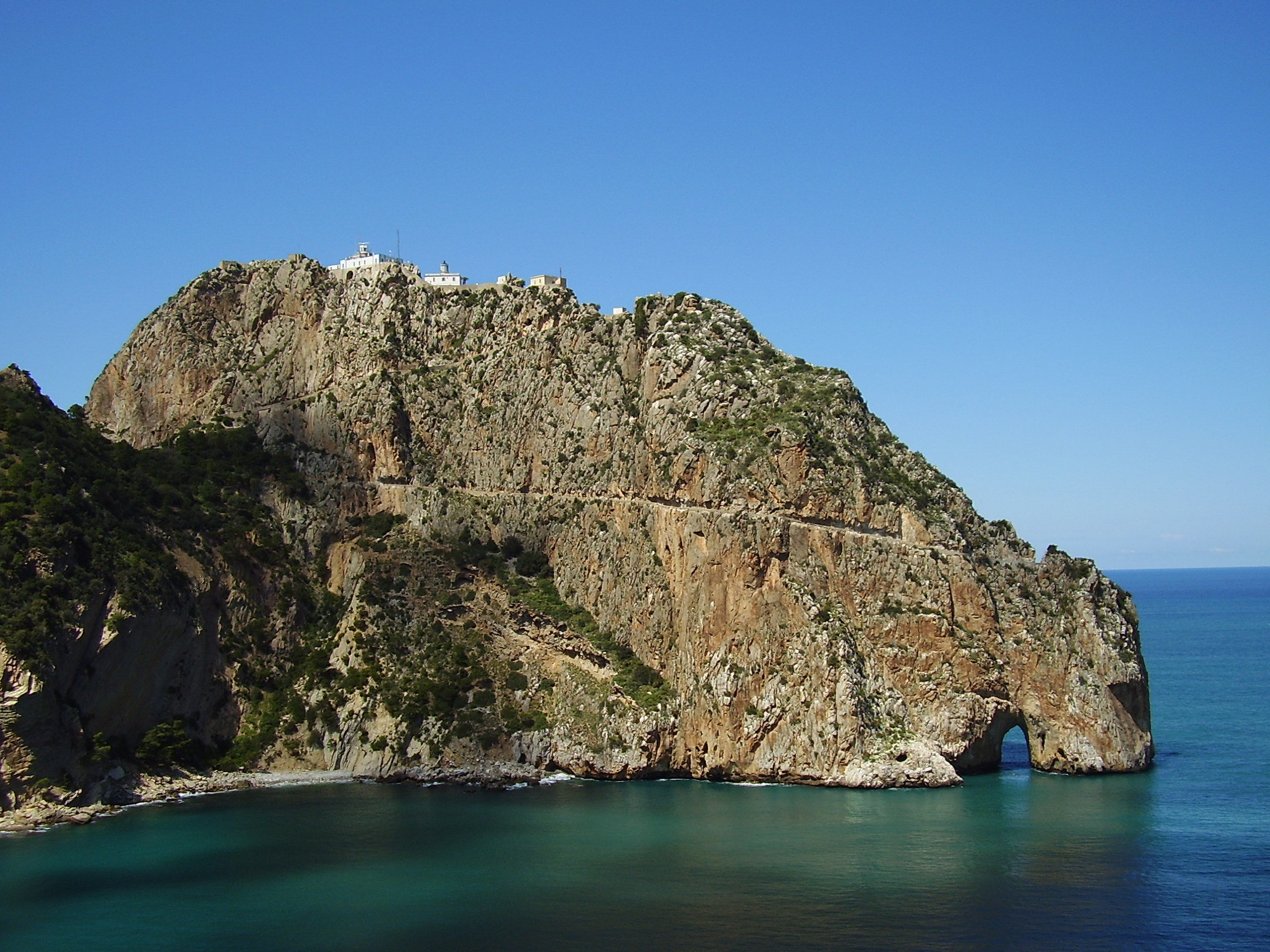
منارة رأس كربون
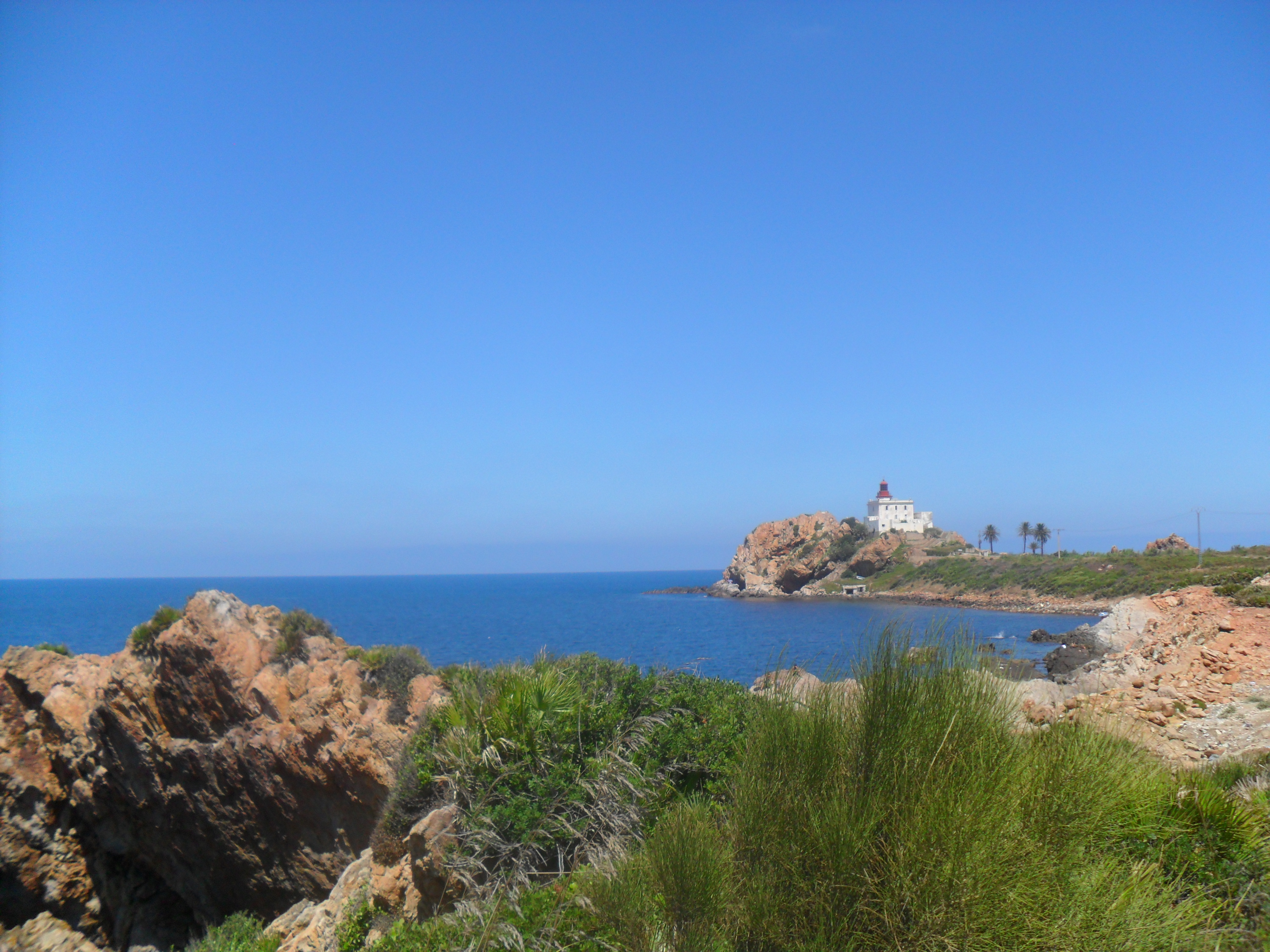
رأس عافية
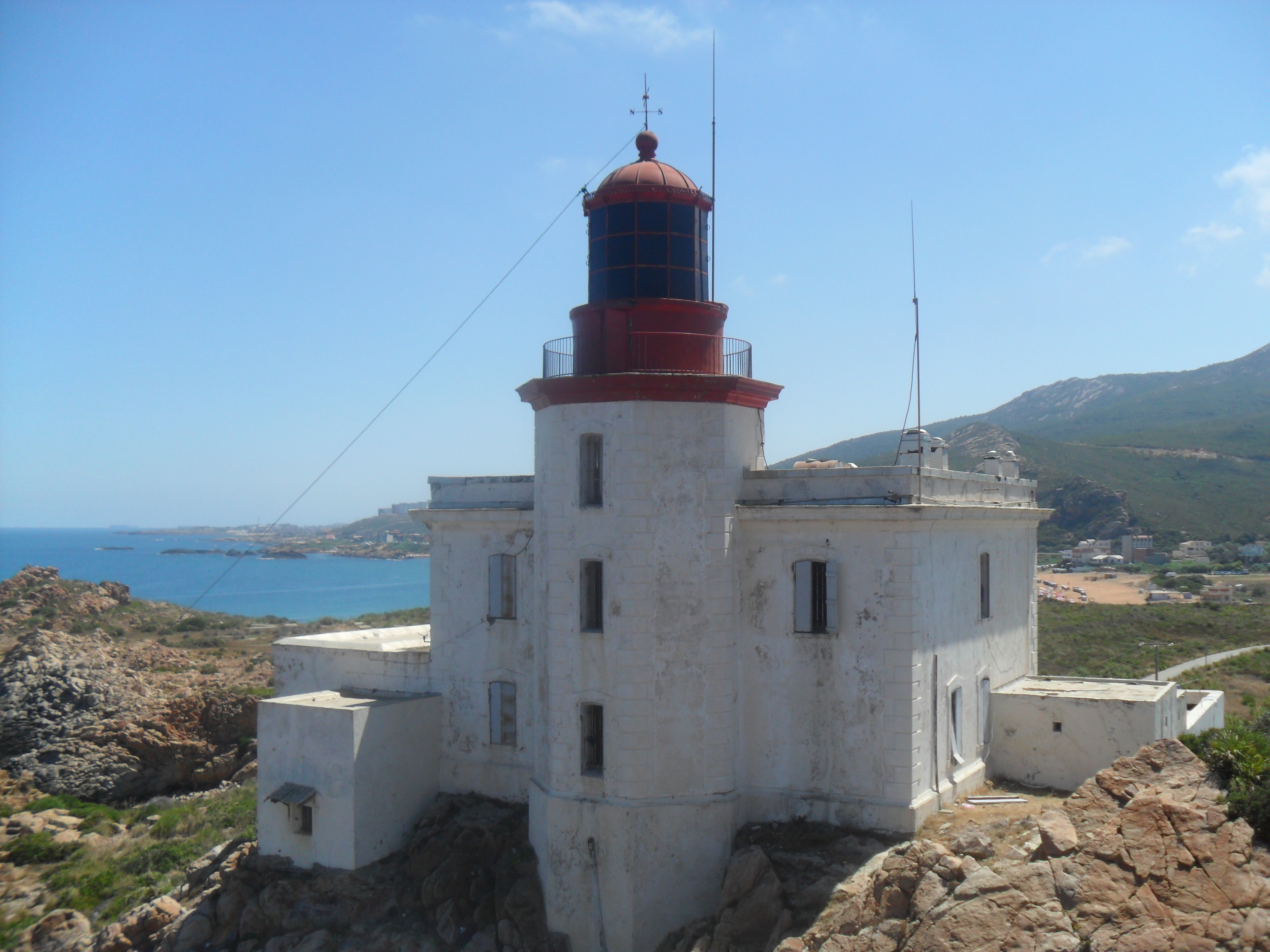
منارة رأس عافية [الفرنسية]
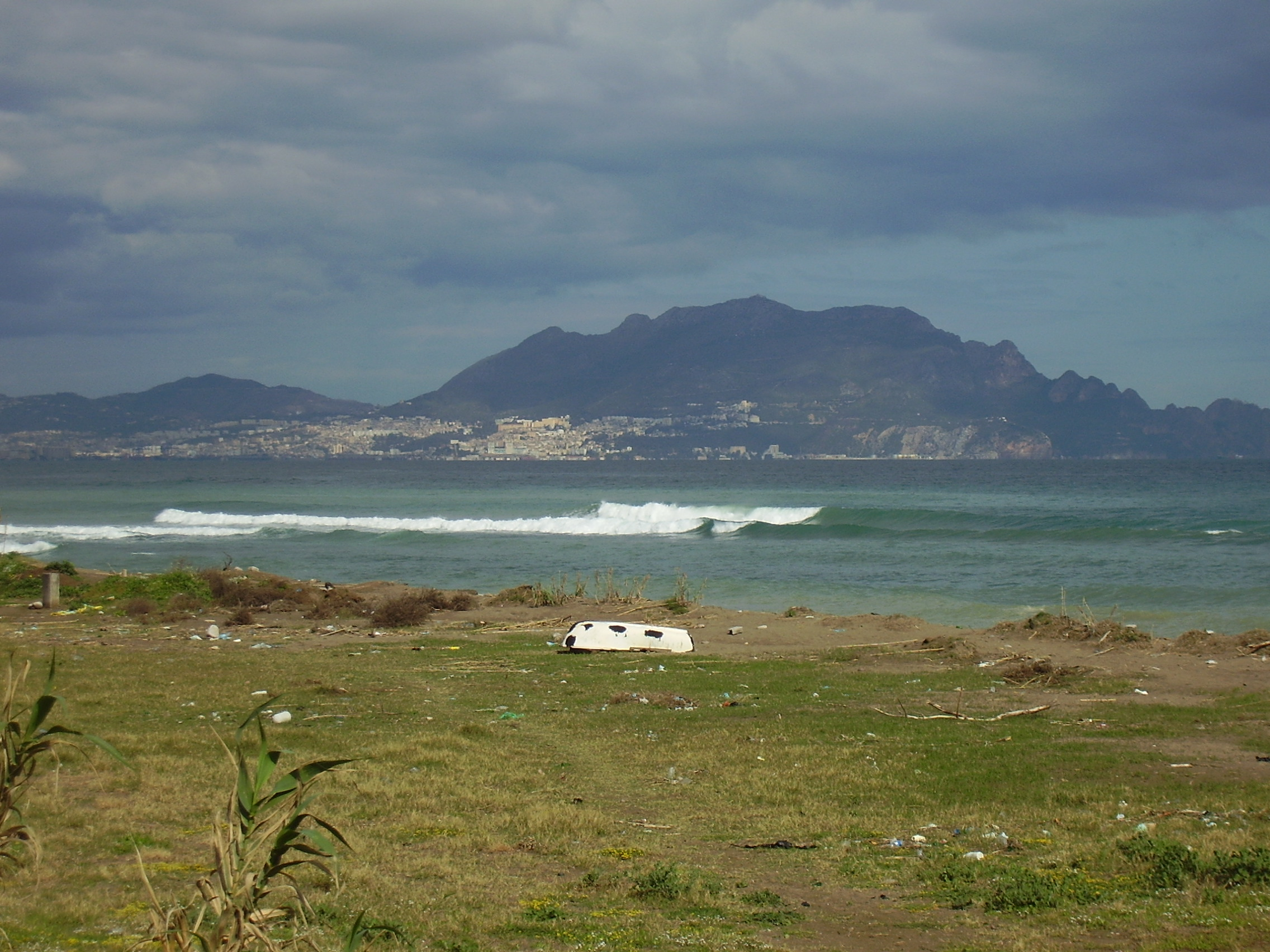
جبل يما قورايا
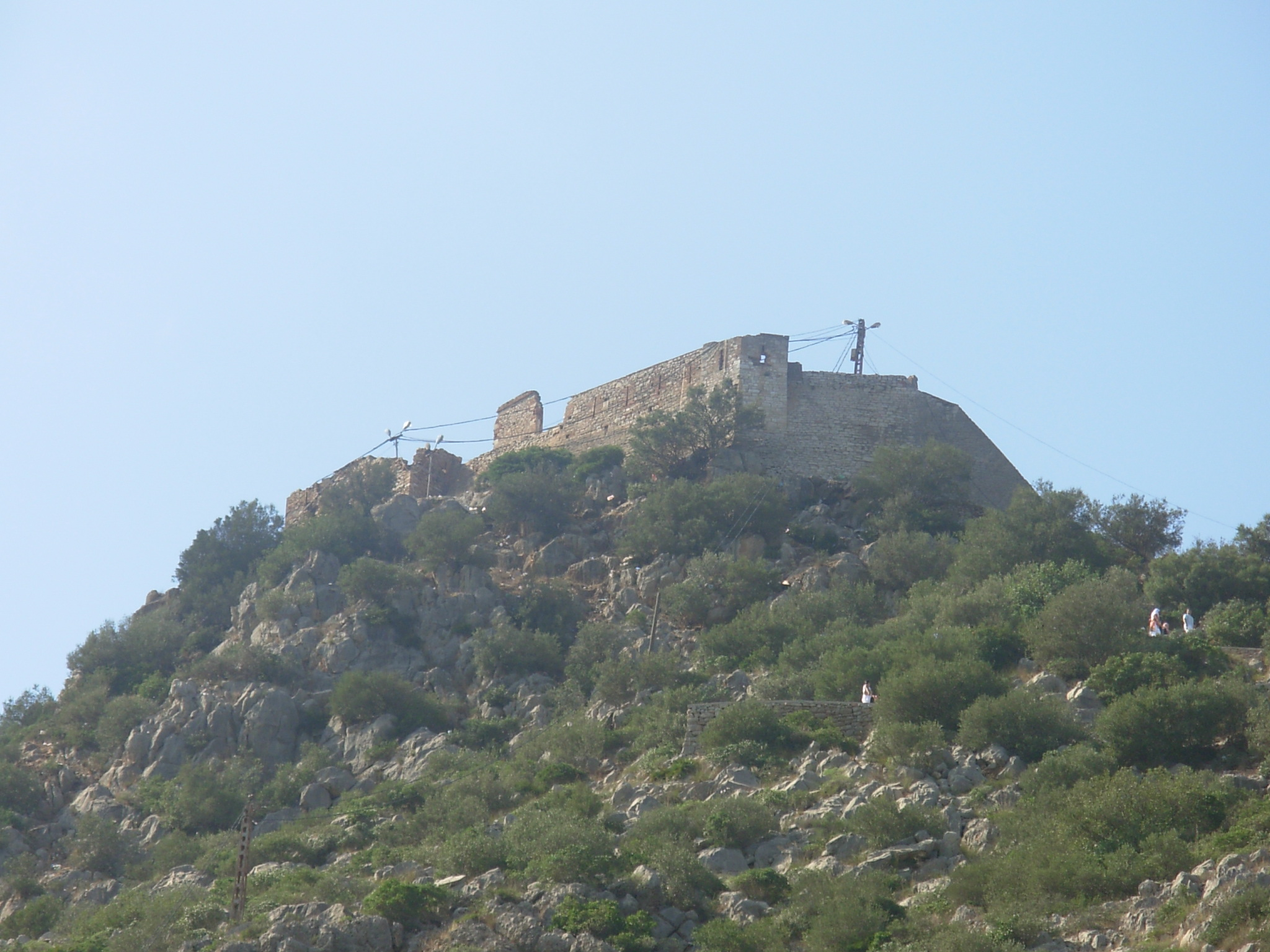
حصن قورايا [الفرنسية]
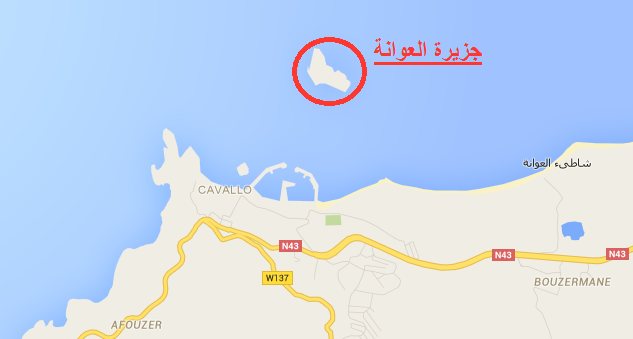
موقع جزر العوانة
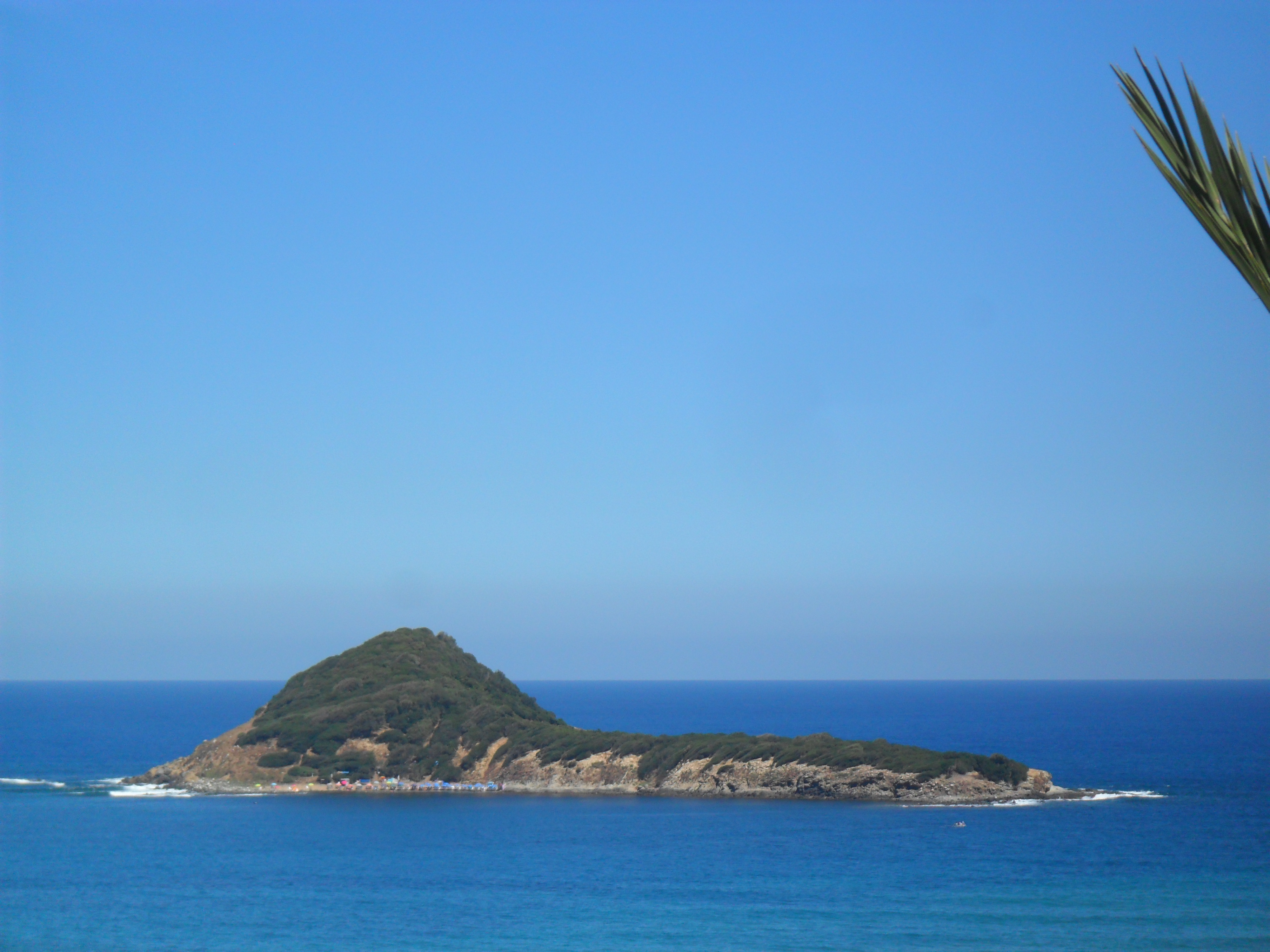
جزيرة العوانة الكبرى
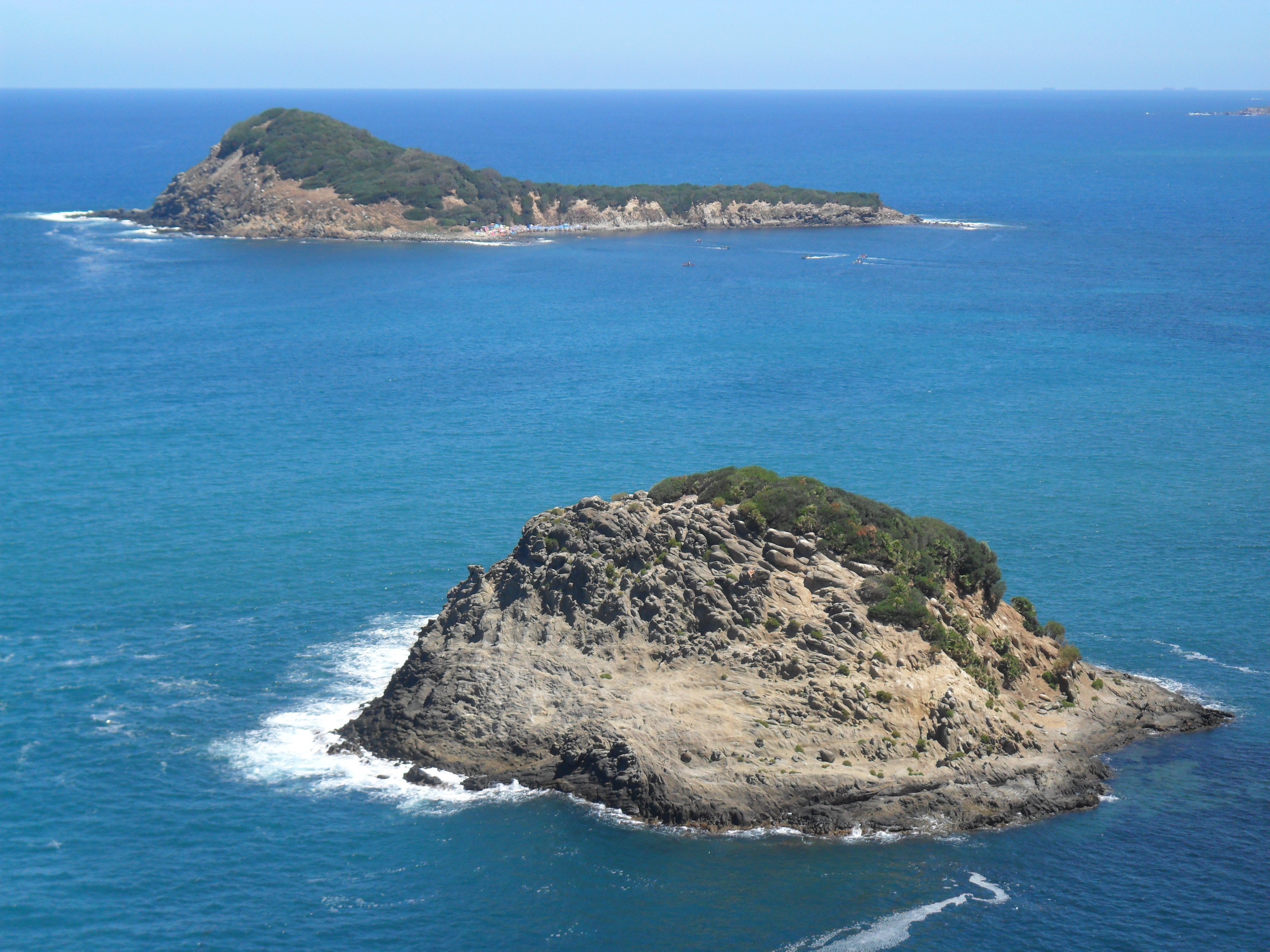
جزيرة العوانة الصغرى
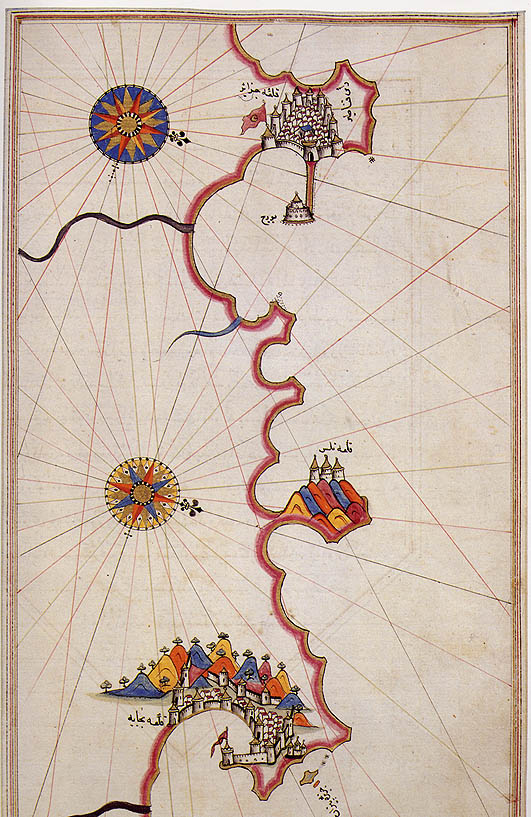
خليج بجاية أثناء المرحلة التركية
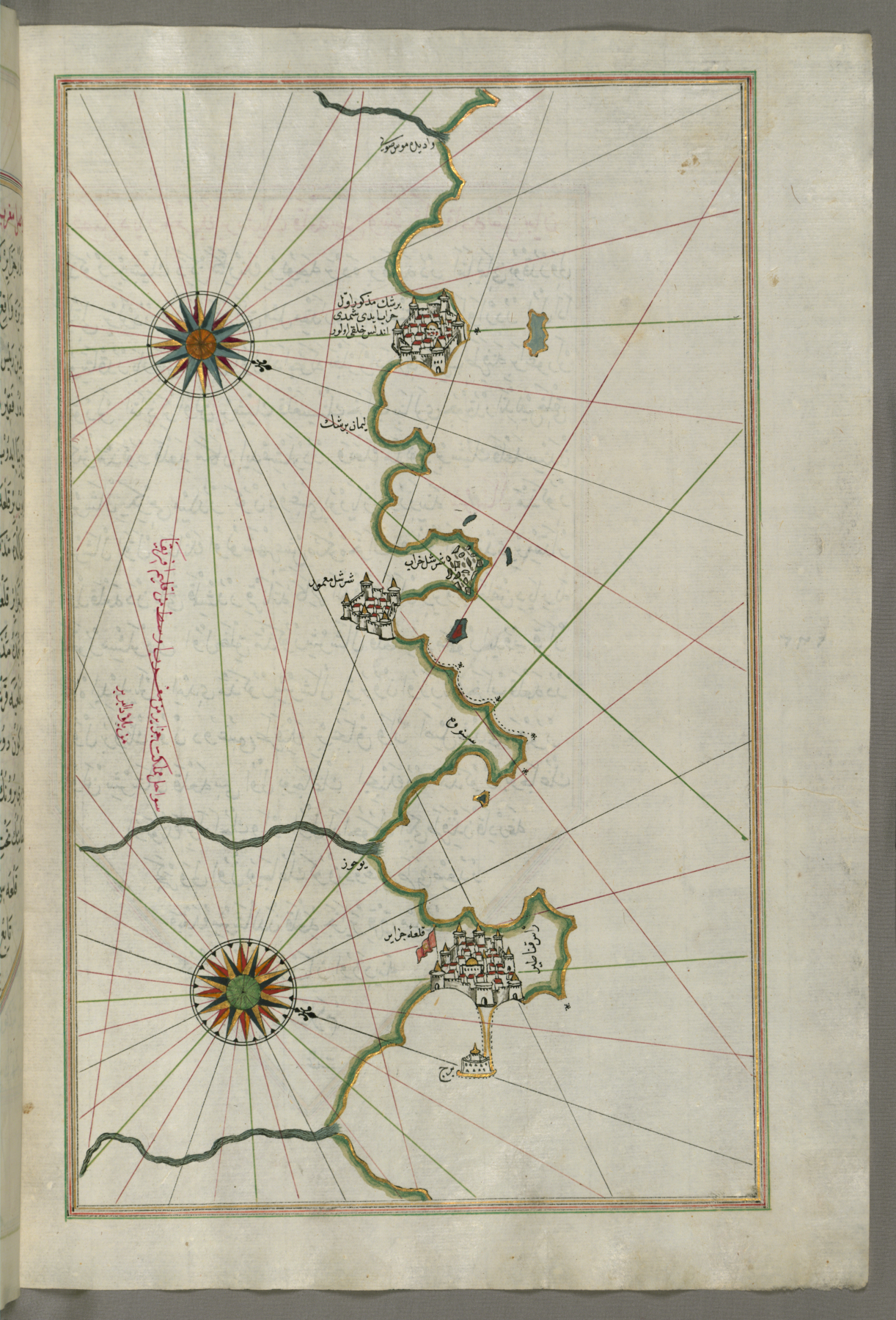
خليج الجزائر أثناء المرحلة التركية
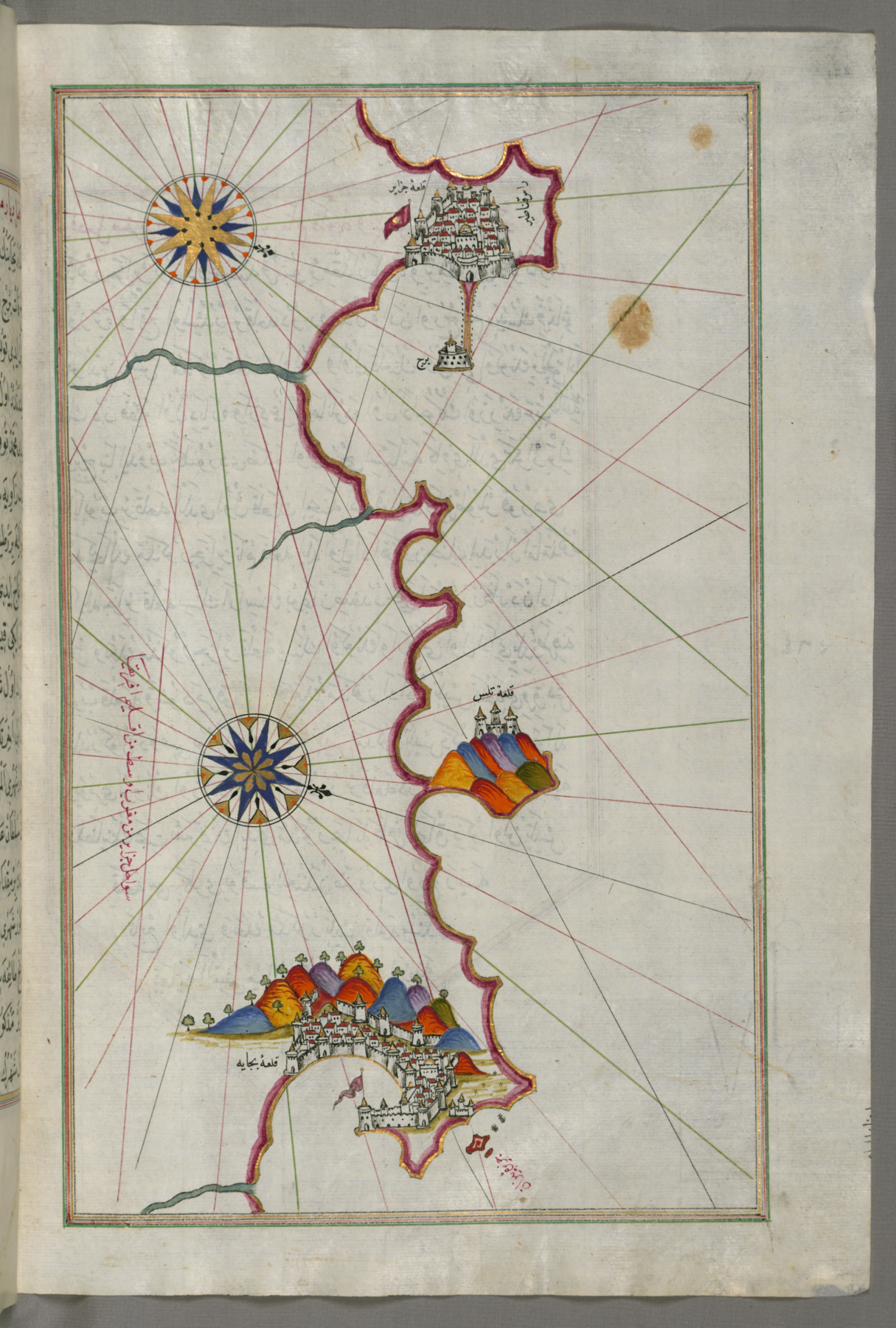
خليج بجاية أثناء المرحلة التركية

### مواضيع ذات صلة
- قائمة خلجان الجزائر
- قائمة شواطئ الجزائر
- قائمة سدود الجزائر
- قائمة موانئ الجزائر
- قائمة المجاري المائية في الجزائر
- قائمة محطات تحلية المياه في الجزائر [الفرنسية]
- الصيد البحري في الجزائر
- النقل في الجزائر
- قائمة الدول حسب طول السواحل
- قائمة الموانئ في البحر الأبيض المتوسط [الفرنسية]
- قائمة ولايات الجزائر

### وصلات خارجية
- موانئ العالم (World ports).